# Luisa de Nidda
Luisa de Nidda ( Heiligkreuzsteinach , 11 de noviembre de 1804-Florencia, 30 de enero de 1833) fue una noble germano-italiana, hija morganática del príncipe Jorge de Hesse.

## Biografía
Fue hija de Jorge de Hesse y su esposa morganática Karoline Törok de Szendrö, baronesa de Medem. Por parte de su padre era nieta de Luis X , landgrave de Hesse-Darmstadt. Por su parte su madre pertenecía a la nobleza húngara y había sido nombrada baronesa de Medem por su suegro Luis X, en el mismo año de su matrimonio (1804). El 1 de mayo del 1804 Luisa y su madre recibirían el título de condesas de Nidda, con el predicado de ilustrísima.
Diecisete años después, su abuelo Luis elevaría a su madre y a Luisa al rango de princesas (prinzessin) de Nidda el 14 de junio de 1821, con el predicado de alteza serenísima.

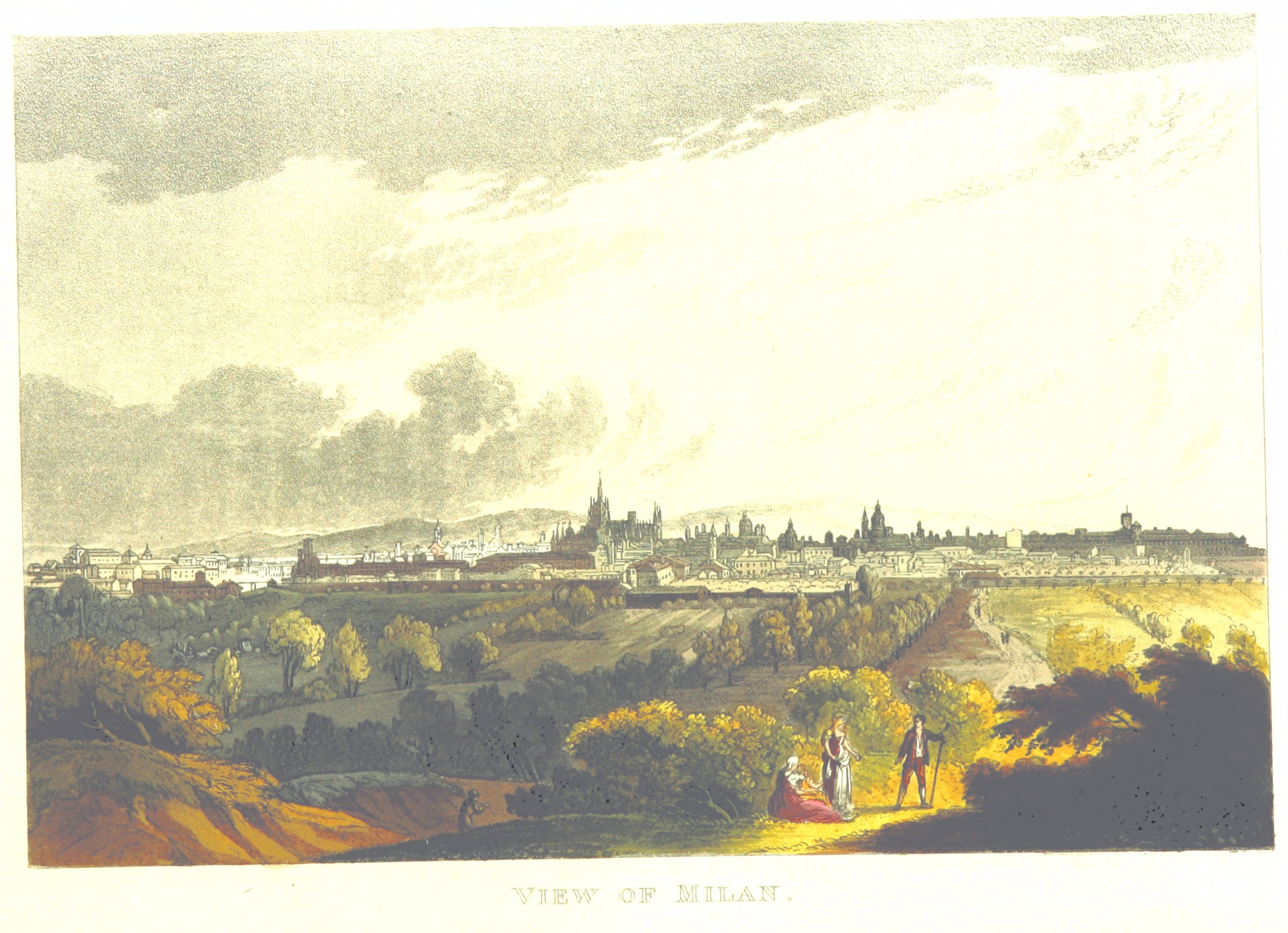
Vista de Milán, donde vivían Luisa y su madre en 1827-1828 (grabado de 1820).

Sus padres se separaron en 1827. Posteriormente su padre tuvo una nueva relación con Antoinette von Ebersberg. En ese año y el siguiente, Luisa vivía con su madre en Milán participando de la vida de la alta sociedad de la época.
En 1829, Luisa contrajo matrimonio con el toscano Lucas Bourbon del Monte Santa María, marqués del Monte de Santa María (1808-1885). De este matrimonio tuvo dos hijos:
- Carlo (1831-)
- Natalia (1831-1833)

Luisa murió en Florencia en 1833. Tras su muerte, su viudo contraería un segundo matrimonio con la princesa Anna Maria Baciocchi, con descendencia.